# Abel Pann

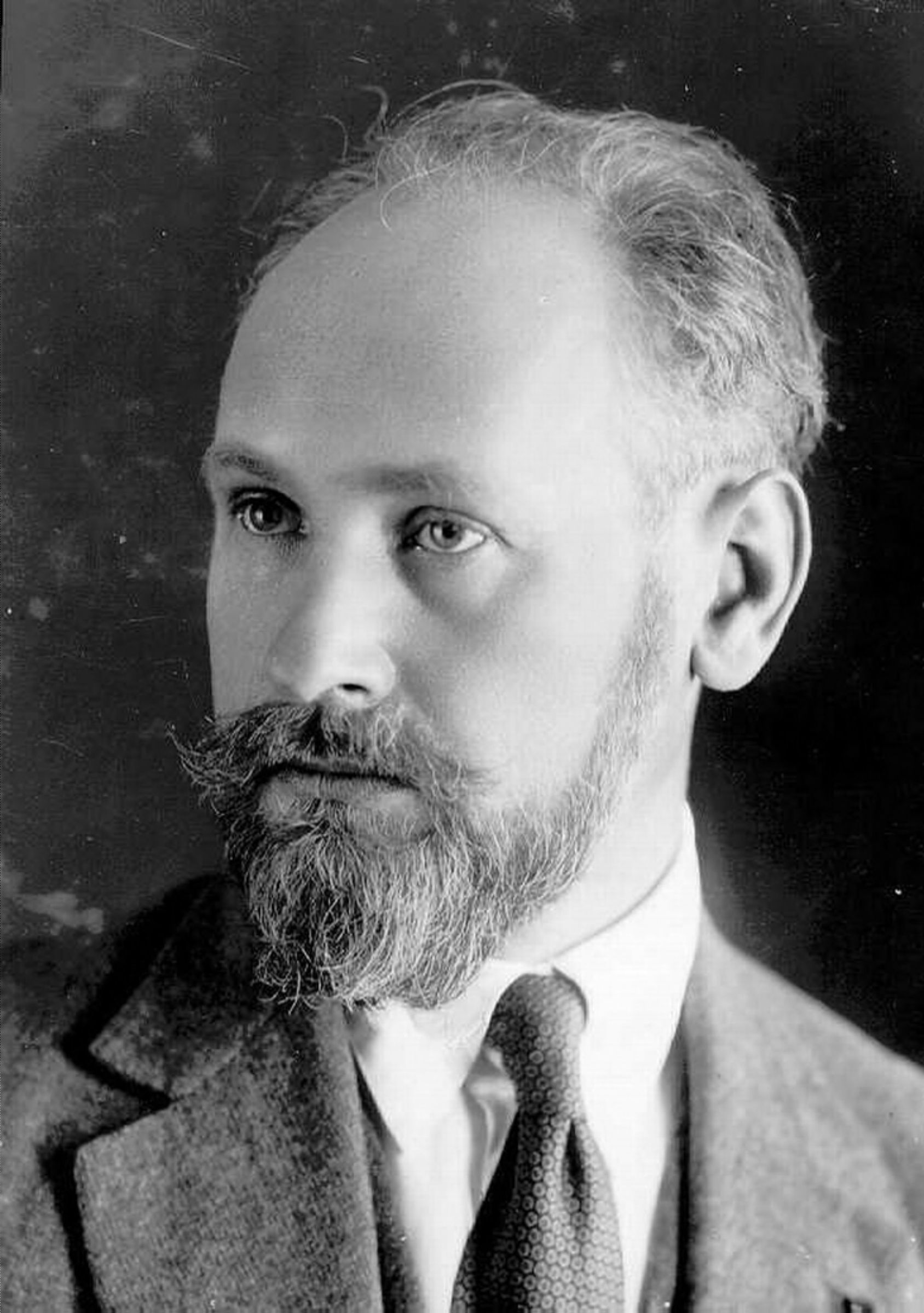
Abel Pann (1912)

Abel Pann, geboren als Abba Pfefferman, (* 1883 in Kreslawka, Gouvernement Witebsk, Kaiserreich Rußland, heute Belarus; † 1963 in Jerusalem, Israel) war ein israelischer Künstler.

## Leben
Pann war drei Monate lang Zeichenschüler an der von Jehuda Pen in Witebsk Anfang des 20. Jahrhunderts gegründeten ersten Kunstakademie Weißrusslands, an der auch Marc Chagall unterrichtet wurde. In den Folgejahren wanderte er als Schildermaler durch Polen und Russland, bevor er an der Kunstakademie in Odessa in der heutigen Ukraine angenommen wurde. Im Jahr 1903 wurde er in Kischinew in Bessarabien Zeuge des Pogroms in der Stadt. Dieses Erlebnis führte dazu, dass er in seinem weiteren künstlerischen Schaffen sehr oft die Geschichte des Judentums dokumentierte.
1903 ging Pann nach Paris und schrieb sich als Student an der Académie Julian ein und studierte unter anderem bei William Adolphe Bouguereau. Seinen Lebensunterhalt bestritt er durch Illustrationen und Zeichnungen für die beliebtesten Illustrierten in Paris und Umgebung. 1912 traf er Boris Schatz, den Gründer und Direktor der Jerusalemer Bezalel-Akademie für Kunst und Design. Schatz lud ihn dazu ein, nach Jerusalem zu kommen und dort zu arbeiten. 1913 machte sich Pann über Südeuropa und Ägypten auf den Weg nach Palästina. Dort wurde er an der Akademie mit der Leitung der Abteilung für Malerei betraut, da sich Schatz auf eine mehrmonatige Auslandsreise begab, um Geldmittel für die Arbeit der Akademie einzuwerben.
Der Beginn des Ersten Weltkriegs überraschte Pann in Frankreich, da er nicht in das zum Osmanischen Reich gehörende Palästina zurückkehren konnte, da dieses mit den Mittelmächten verbündet war. In Frankreich wurde er durch seine Darstellungen der Leiden des jüdischen Volkes zwischen den Fronten im Osten Europas bekannt.
Pann kehrte 1920 in das Mandatsgebiet Palästina zurück und begann dort mit einer Serie von Lithographien über Szenen aus der hebräischen Bibel. Nach Europa ging er nur noch einmal kurzzeitig, in Wien kaufte er eine Druckerpresse für seine lithographischen Arbeiten in Jerusalem und heiratete Esther Nussbaum. Seine Reihe von biblischen Drucken wurde nie fertiggestellt, die geplante Ausgabe der hebräischen Bibel erfolgte, auch wegen des Zweiten Weltkriegs und des Israelischen Unabhängigkeitskrieges, nie. Der Stil der Zeichnungen war in der Art des Orientalismus gehalten. Zeitgenössische jüdische Künstler im damaligen Palästina waren unter anderen E. M. Lilien und Ze’ev Raban.

## Ausstellungen
- 1920: Paintings, Drawings, and Lithographs by Abel Pann, Art Institute of Chicago, Chicago, Illinois, USA.
- 1926: Abba Pfefferman, Galerie Eduard Schulte, Berlin.[1]
- 1987: Abel Pann, Mayanot Gallery, Jerusalem, Israel.
- 2001: Abel Pann: The Painter of The Bible, Jüdisches Museum, Wien. Katalog.
- 2003: Abel Pann Paints the Bible, Israel Museum, Jerusalem, Israel. Katalog.

## Autobiographie
- Odyssée d’un paintre israélien, né en Russie tsariste et français d’adoption. 1996.